# Anna Vania Mello
Anna Vania Mello (née le 27 février 1979  à Copertino, dans la province de Lecce, dans les Pouilles) est une ancienne joueuse italienne de volley-ball. Elle mesure 1,83 m et jouait au poste de centrale. Elle a totalisė 138 sélections en équipe d'Italie.

## Clubs
| Club                    | Pays    | De        | À            |
| ----------------------- | ------- | --------- | ------------ |
| Pol. Carminiano         | Italie  | 1992-1993 | 1992-1993    |
| Andra Lingerie Trani    | Italie  | 1993-1994 | 1994-1995    |
| Jogging Volley Altamura | Italie  | 1995-1996 | 1995-1996    |
| Parmalat Matera         | Italie  | 1996-1997 | 1999-2000    |
| Volley Bergamo          | Italie  | 2000-2001 | 2001-2002    |
| Tenerife Marichal       | Espagne | 2002-2003 | 2002-2003    |
| Asystel Volley Novara   | Italie  | 2003-2004 | 2003-2004    |
| Asystel Volley Novara   | Italie  | 2007-2008 | 2007-2008    |
| Villa Cortese           | Italie  | 2008-2009 | février 2009 |

## Palmarès

### Équipe nationale
- Championnat du monde
  - Vainqueur : 2002.
- Championnat d'Europe
  - Finaliste : 2001.

### Clubs
- Championnat d'Italie
  - Vainqueur : 2002.
- Coupe d'Italie
  - Vainqueur : 2004.
- Supercoupe d'Italie
  - Vainqueur : 2003.
- Coupe d'Espagne
  - Vainqueur: 2003.